# Arenaria shannanensis
Arenaria shannanensis là loài thực vật có hoa thuộc họ Cẩm chướng. Loài này được L.H.Zhou mô tả khoa học đầu tiên năm 1983.